# Michał Kabaciński

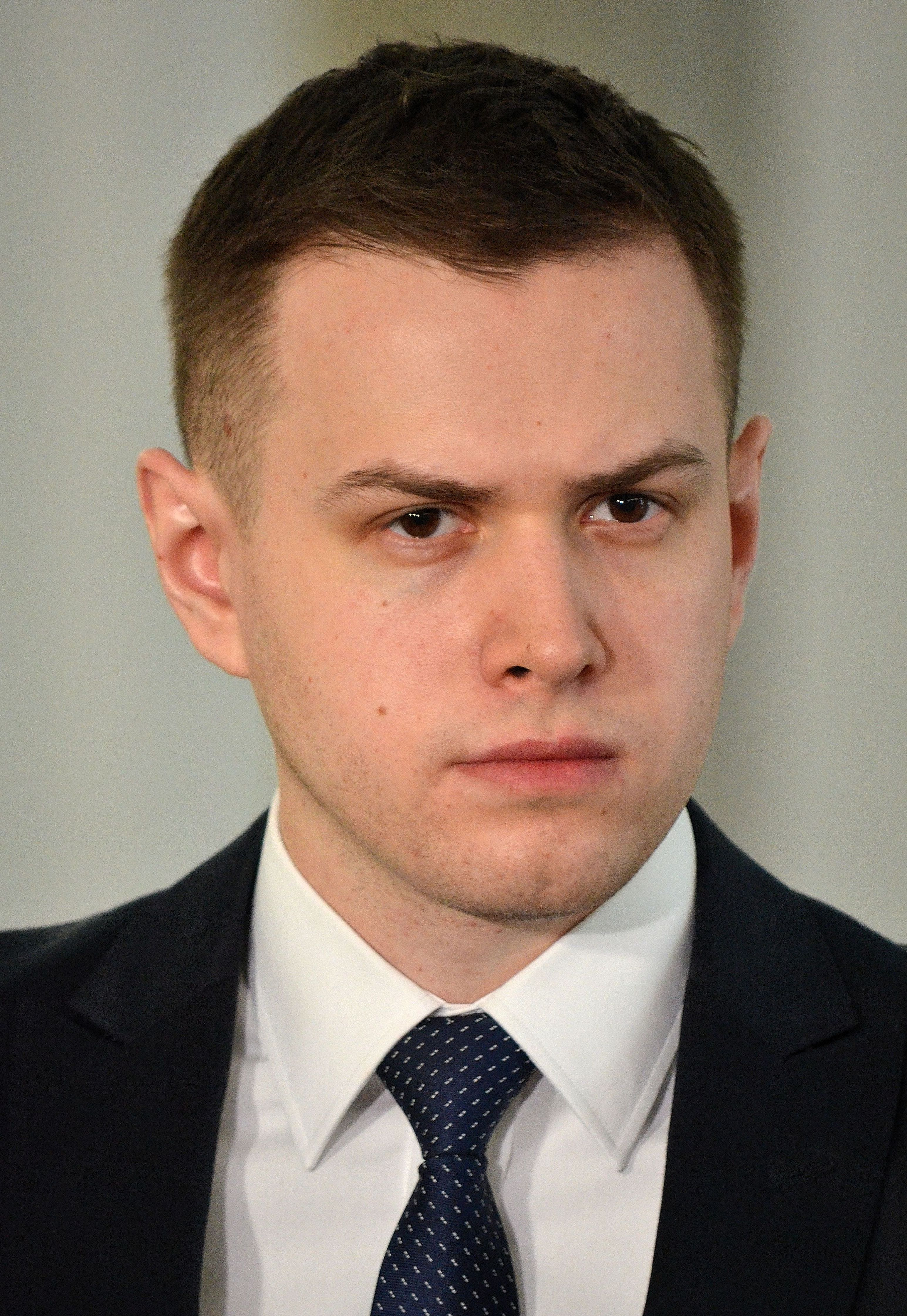
Michał Kabaciński (2015)

Michał Kabaciński (* 4. April 1988 in Lublin) ist ein ehemaliger polnischer Politiker der Partei Twój Ruch und von 2011 bis 2015 Abgeordneter im Parlament.

## Leben
Michał Kabaciński wuchs in Lublin auf. Sein Vater war Diplomat und arbeitet heute beim polnischen Inlandsgeheimdienst (ABW), seine Mutter arbeitete in der Verwaltung eines Lubliner Krankenhauses. Nach seinem Abitur begann er ein Jura-Studium an der Maria-Curie-Skłodowska-Universität in Lublin, welches er 2012 als Magister abschloss.
Im Oktober 2010 begann er, in der damals neuen Twój-Ruch-Partei (vormals Ruch Palikota - Palikots-Bewegung) aktiv zu werden und wurde zwei Monate später deren Regionalleiter. Im Frühjahr 2015 wurde er Pressesprecher.
Bei den Parlamentswahlen 2011 erlangte er 6.984 Stimmen und konnte ein Mandat für den Sejm erringen. Er war mit 23 Jahren der jüngste Abgeordnete dieser Wahlperiode. Bei den EU-Wahlen 2014 kandidierte er erfolglos für das links-liberale Wahlbündnis Europa Plus, und bei den Parlamentswahlen im Oktober 2015 verpasste seine Partei den Wiedereinzug in den Sejm.
Am 15. Dezember 2015 gab Kabaciński seinen Austritt aus der Partei bekannt. Er will nach eigenen Angaben eine eigene PR- und Marketingfirma gründen.